# Cicadula
Cicadula — рід цикадок із ряду клопів.

## Опис
Цикадки розміром 3—6 мм. Стрункі та видовжені, з дугоподібною або закруглено-трикутною головою, що виступає. Для колишнього СРСР вказувалося 15 видів.

## Систематика
У складі роду:
- Cicadula albingensis Wagner, 1940
- Cicadula aurantipes (Edwards, 1894)
- Cicadula flori (Sahlberg, 1871)
- Cicadula frontalis (Herrich-Schäffer, 1835)
- Cicadula intermedia (Boheman, 1845)
- Cicadula lineatopunctata (Matsumura, 1908)
- Cicadula mutilla Ribaut, 1952
- Cicadula nigricornis (Sahlberg, 1871)
- Cicadula ornata (Melichar, 1900)
- Cicadula persimilis (Edwards, 1920)
- Cicadula placida (Horváth, 1897)
- Cicadula quadrinotata (Fabricius, 1794)
- Cicadula quinquenotata (Boheman, 1845)
- Cicadula rubroflava Linnavuori, 1952
- Cicadula saturata (Edwards, 1915)